# ديف إيست
ديف إيست (بالإنجليزية: Dave East) هو رابر أمريكي، ولد في 3 يونيو 1988 في هارلم الشرقية ‏ في الولايات المتحدة.

## وصلات خارجية
- ديف إيست على موقع ميوزك برينز (الإنجليزية)
- ديف إيست على موقع أول ميوزيك (الإنجليزية)
- ديف إيست على موقع ديسكوغز (الإنجليزية)